# Tropidophis
Tropidophis é um género de serpentes que pertencem à família Tropidophiidae. Distribuem-se por América do Sul e as Antillas. Trata-se de serpentes dentre 30 e 60 centímetros, segundo a espécie, terrestres, que vivem na selva.

## Espécies
Reconhecem-se as 32 espécies seguintes:
- Tropidophis battersbyi Laurent, 1949
- Tropidophis bucculentus (Cope, 1868)
- Tropidophis canus (Cope, 1868)
- Tropidophis caymanensis Battersby, 1938
- Tropidophis celiae Hedges, Estrada & Díaz, 1999
- Tropidophis curtus (Garman, 1887)
- Tropidophis feicki Schwartz, 1957
- Tropidophis fuscus Hedges & Garrido, 1992
- Tropidophis galacelidus Schwartz & Garrido, 1975
- Tropidophis grapiuna Curcio, Sales Nunes, Suzart Argolo, Skuk & Rodrigues, 2012
- Tropidophis greenwayi Barbour & Shreve, 1936
- Tropidophis haetianus (Cope, 1879)
- Tropidophis hardyi Schwartz & Garrido, 1975
- Tropidophis hendersoni Hedges & Garrido, 2002
- Tropidophis jamaicensis Stull, 1928
- Tropidophis maculatus (Bibron, 1840)
- Tropidophis melanurus (Schlegel, 1837)
- Tropidophis morenoi Hedges, Garrido & Díaz, 2001
- Tropidophis nigriventris Bailey, 1937
- Tropidophis pardalis (Gundlach, 1840)
- Tropidophis parkeri Grant, 1941
- Tropidophis paucisquamis (Müller, 1901)
- Tropidophis pilsbryi Bailey, 1937
- Tropidophis preciosus Curcio, Sales Nunes, Suzart Argolo, Skuk & Rodrigues, 2012
- Tropidophis schwartzi Thomas, 1963
- Tropidophis semicinctus (Gundlach & Peters, 1864)
- Tropidophis spiritus Hedges & Garrido, 1999
- Tropidophis stejnegeri Grant, 1940
- Tropidophis stullae Grant, 1940
- Tropidophis taczanowskyi (Steindachner, 1880)
- Tropidophis wrighti Stull, 1928
- Tropidophis xanthogaster Domínguez, Moreno & Hedges, 2006